# Королівські та шляхетські титули

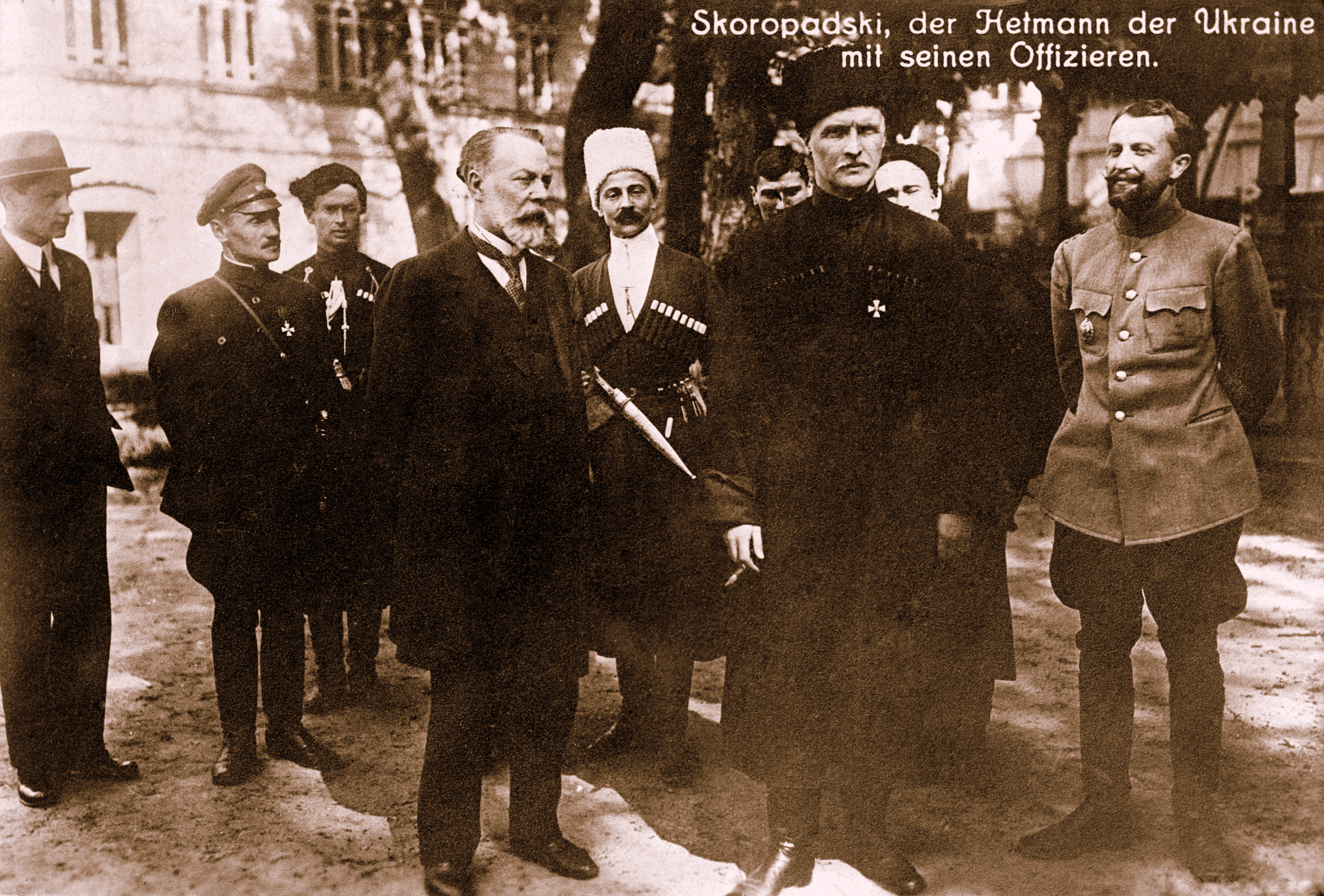
Ясновельможний пан гетьман П. Скоропадський з офіцерами

Королівські та шляхетські титули — титули та відповідні їм форми звертання, які сформувались історично в різних країнах, та які є традиційними звертаннями до монархів та шляхтичів. 
Протягом століть титули, форми звертання та їх ранг, навіть в одних і тих самих посадових осіб, змінювались. В залежності від країни та історичного періоду використовувалося багато різних стилів, форм звертань та титулів, а їх уніфікація та стандартизація (в загальноєвропейському масштабі) розпочались тільки в XIX ст. В залежності від титулу та займаної посади, особа користувалась якимось спеціальновизначеним королівським або шляхетським стилем чи формою звертання.

## Королівські титули
На початку епохи Середньовіччя до королівських осіб в європейських країнах звертались: Ваша Ясність, Ваша Милість,
Ясновельможність чи Вельможність. В Західній Європі було поширене також звертання Сір.
З XVII ст. до правлячих королів почали застосовувати форму звертання Ваша Величносте. А правлячих Великих князів, князів, маркграфів, до принців, членів родини правлячого монарха, до неправлячих князів, графів, гетьманів, сенаторів, тощо застосовували звертання "Ясновельможність".  
Форми звертання у відповідності до королівських титулів, у Європі, виглядали так:
- Імператори та імператриці дотримувалися стилю Імператорської Величності (HIM).
- Члени імператорських родин, як правило, дотримуються стилю Імператорської Вельможності (HIH).
- В Австро-Угорській імперії імператор був також й королем Угорщини, і таким чином носив титул Імператорської та Королівської Величності.

Члени імператорської родини, що були його безпосередніми нащадками, дотримувались стилю Імператорської та Королівської Вельможності (HI&RH). В повсякденному спілкуванні (не на офіційних заходах) допускалось скорочення стилю до "Імператорської вельможності".
- У Німецькій імперії, ще одній країні-правонаступниці Священної Римської імперії, імператора та імператрицю також називали Імператорською та Королівською Величністю, оскільки вони правили і над Німецькою імперією, і над королівством Пруссії. Аналогічно крон-принца називали Імператорська та Королівська Вельможність. Інші члени монаршої родини, не будучи спадкоємцями престолу, мали право лише на стиль Королівської Вельможності.
- Європейські монархи, які мають титул Король або Королева використовують форму звертання Його/Її Величність.
- Члени королівських родин (князі та принци), як правило, мають стиль Королівської Вельможності, хоча в деяких королівських родинах (наприклад Данія та Норвегія) більш молодші князі та принцеси мають стиль Вельможності.
- Правлячі великі князі або великі герцоги дотримуються стилю Королівської Високості.
- Стиль звертання до членів великокняжих родин був різноманітним. У Люксембурзі старші члени родини були Королівськими Вельможностями.
- У Бадені і Гессені та Рейні використовувався стиль Великокняжа Вельможність. Члени інших Великокняжих родин (наприклад Ольденбург), як правило, користувались звертанням Вельможність.
- Правлячі князі та княгині носили титул Ясновельможностей, як і члени герцогських родин. Деякі князівські роди використовували титул Князівська Ясновельможність.
- Князь Гессен-Касселя носив стиль Вельможності, як й інші члени династії Гессен-Касселя.
- Також до деяких нащадків правлячих князів звертаються "Ясний" або "Ваша милість".

```
Геральдичні корони Священної Римської імперії
```

| Імператорська корона | Стара корона Священної Римської імперії | Корона Священної Римської імперії | Нова корона Священної Римської імперії | Корона Короля Богемії  |
| Корона Архикнязя     | Стара корона принца-електора            | Корона принца-електора            | Княжа корона                           | Корона князя Штирії    |
| Корона принца        | Великокняжа корона                      | Корона Ландграфа                  | Корона спадкоємця князя                | Корона графа           |
| Нова корона графа    | Стара корона барона                     | Нова корона барона                | Стара шляхетська корона                | Нова шляхетська корона |

На початку епохи Середньовіччя до Королів Русі та Королів Речі Посполитої звертались: Ваша Ясність, Ваша Милість, Ваша Ясновельможність, Ваша королівська милість.
До Королів Русі Данила, Лева І, Юрія І, Юрія II Болеслава та інших в офіційних документах того часу звертались "Милістю Божою Король Русі (ім'я)".
З XVII ст. до правлячих королів почали застосовувати форму звертання Ваша Величносте. 
Гетьмани України (як всієї України, так і в період Руїни: Правобережні і Лівобережні гетьмани) прирівнювались до рівня правлячих князів й користувались формою звертання: Милостивий пане, Вельможний пане, Ласкавий пане, Ясновельможний пане.
Деякі гетьмани України - Богдан Хмельницький, Іван Виговський, Юрій Хмельницький, Дмитро Дорошенко та інші мали також титули: Князь Русі, Великий князь Руський, Князь України, Князь Сарматії тощо.
В Австро-Угорській імперії, імператор, що також мав титул Король Галичини і Волині (Володимерії), князь Буковини - користувався формою звертання "Ваша Імператорська і Королівська Величність". 
Окрім своїх національних королівських титулів, деякі монархи мали т.з. «спеціальні титули», щоб відрізняти одного монарха від іншого в міжнародних умовах. Наприклад, суверена Великої Британії було прийнято називати "Британською Величністю", короля Прусії - "Прусською Величністю".  
Короля Франції титулували "Найбільш християнською величністю", Іспанії - "Католицькою Величністю", Угорщини - "Апостольською Величністю", короля Речі Посполитої - "Православною Величністю", імператора Священної Римської імперії як "Августійшою величність" тощо. 
Монархи також зазвичай мали довший офіційний стиль звертання (т.з. повний титул), ніж інші члени королівської родини.  
Наприклад, повний титул Єлизавети II у Сполученому Королівстві: "Єлизавета II, Милістю Божою, Сполученого Королівства Великої Британії і Північної Ірландії та інших її королівств і територій Королева, Голова Співдружності Націй, Захисник Віри».
У Франції до революції та з 1814 по 1830 р. король використовував формальний стиль "Дуже християнської величності" (франц. Majesté Très Chrétienne). Однак у повсякденному спілкуванні, до остаточного повалення монархії Бурбонів у 1830 році, королі та королеви Франції застосовували стиль "Величність" (французька: Majesté).
Принци крові, діти та онуки короля чоловічої статі використовували стиль Найвищого, Найяснішого та Прекрасного принца (французькі: Très Haut, Très Puissant et Excellent Prince) або Королівської Вельможності (французька: Altesse Royale) та Монсеньйор. Старша неодружена донька короля називалася титулом "Мадам", зберігаючи стиль Королівської Вельможності.  
Найстарший брат короля користувався титулом "Монсеньйор", зберігаючи стиль Королівської Вельможності.  
В Австро-Угорській імперії (до 1918 р.) повний титул імператора був наступним: Його Імператорська і Королівська Апостольська Величність, Милістю Божою Імператор Австрії, Король Угорщини і Богемії, Далмації, Хорватії, Славонії, Галичини і Волині (Володомерії) та Іллірії;  Король Єрусалиму, тощо;    Архикнязь Австрії;   Великий князь Тоскани та Краківа; Князь Лотарингії, Зальцбурґа, Штирії, Каринтії, Країни та Буковини;  Великий Князь Трансильванії, Маркграф Моравії;   Князь Верхньої і Нижньої Сілезії, князь Модени, Парми, П'яченци та Гуасталли, князь Аушвіца і Затора, Тешена, Фріуля, Рагуси і Зари;  Принц-граф Габсбурґа і Тиролю, Кибурга, Гориці та Градишки;  Принц Тренто і Бріксена;  Маркграф Верхньої і Нижньої Лужици та Істрії;  Граф Гогенемса, Фельдкірха, Брегенца, Соненберга і т.д.;  Володар Трієста, Котора і Словенської Марки;  Великий Воєвода Воєводства Сербії, тощо, тощо.  
У Речі Посполитій, в яку входили Польща, Україна, Литва, Білорусь (до 1795 р.) повний титул монарха був: З Божої Ласки і волі народу, Захисник Віри (Його Православна Величність) король Польщі, Великий князь Литовський, Великий князь Руський, Пруський, Мазовецький, (Лівонський), Жмудський, Київський, Волинський, Подільський, Підляський, Інфлянтський, Смоленський, Сіверський, Чернігівський, (спадковий король шведів, готів та венедів) (а також князь Семигородський) та ін.
Титул "Православний король" (лат. Rex Orthodoxus) - було присвоєно у 1661 р. королям Польщі, Великим князям Литовським, Руським, Київським, Волинським, Подільським, Смоленським, Сіверським, Чернігівським, тощо. Папа Римський Олександр VII надав його своїм спеціальним указом королю Яну II Казимиру та його наступникам.
Титул не набув великого поширення, оскільки "православний" неправильно (вузько) трактувався як той, що відноситься тільки до православного населення Речі Посполитої. 
Проте король Іван III Собеський, особливо після перемоги у битві при Відні, використовував його більш часто в офіційних документах.
У 1684 р. Папа Інокентій XI надав почесний титул Defensor Fidei (Захисник віри) та Orthodox Majesty (Православна Величність) королю Речі Посполитої, Великому князю Литовському, Руському, Смоленському, Сіверському, Чернігівському тощо Івану III Собеському, який очолив командування армії християнської коаліції (в тому числі й з українських козаків) під час героїчної Віденської битви, що вважається поворотним моментом в історії Європи, який запобіг її завоюванню Османською імперією.

## Шляхетські титули
Традиційно шляхетські титули надавались володарем (сувереном) даної держави та були пов'язані з наданням шляхетній особі землі та привілеїв з правом успадкування нащадками (спадкові титули) або без права успадкування (особисті титули), як знак подяки за діяльність на благо держави або самого монарха.
Князі та княгині, а також пери в Англії, Шотландії, Ірландії, які не мали титул Королівських Вельможностей, користувались формою звертання "Ваша Милість". Вони також мали титули Вельможності або Герцога.  
Маркізи використовуються стилем Найшляхетніший (Most Honourable) або Володаря (Lordship).  
Графи, віконти, барони і баронеси мають стилі звертання «Дуже поважного» та «Мілорда» чи «Міледі».   
Шотландські барони несуть стиль "Високородного" (Much Honoured).
В Бельгії архикнязь має титул Королівська Вельможність. Князі користуються стилем Ясновельможний або Монсеньор. 
Голова Суверенного Мальтійського Ордену має титул: Його Преосвященніша Ясновельможність Князь і Великий Магістр Суверенного Мальтійського Ордену.
У Французькому королівстві іноземні та легітимізовані князі й принци використовували форму звертання "Ясновельможний принц" (франц .: Haut et Puissant Prince) і отримували право користуватися стилем "Вельможності" (франц.: Altesse) та "Монсеньора", за яким слідував їх головний титул.   
Після 1707 року голова Дому Конде отримав титул Монсейор-Князь (Monsieur le Duc), зберігши стиль Ясновельможний. 
Князі та герцоги використовували стиль Вельможність  (французька: Très-Haut et Puissant Seigneur), але в 18 столітті цей стиль вже використовувала шляхта нижчого походження. 
Інша титулована знать використовувала стиль Ясновельможного Сеньйора (французька: Très-Haut et Puissant Seigneur) або Вельможного і Потужного Сеньйора (французька: Haut et Puissant Seigneur).
У Німеччині та Австро-Угорщині медіатизовані князі (нім.: Reichsherzöge) та рейх-князі (нім.: Reichsfürsten) використовували стиль Ясновельможності або, у випадку з деякими колишніми правлячими князями — Князівської Вельможності.  
Деякі князі й курфюсти використовували звертання "Ваша Ясносте" або "Ваша Вельможносте" (нім.: Erlaucht).  
Німецька шляхта чину графа мала стиль звертання "Ваша Високородносте". 
Нижчим за нього стилем був "Високошляхетний" (Hochwohlgeboren), який є офіційною формою звертання до німецьких баронів (Freiherren) та лицарів (Ritter); а ще нижчий — "Шляхетний" (Wohlgeboren).
У 17–18 ст. в Україні сформувався окремий шляхетський стан — козацька старшина. За українським кодексом законів «Права за якими судиться малоросійський народ» (1743) шляхетські права визнавалися не лише за тими, хто мав відповідні грамоти від королів, а, по суті, за всією вищою козацькою старшиною, починаючи від сотника, та за нащадками генеральної старшини і полковників. 
У 1756 гетьман Кирило Розумовський розробив і подав на затвердження український варіант табелю про ранги із переліком усіх українських чинів, поділених на 12 класів; окрім гетьмана і наказного гетьмана, що прирівнювались до князівського стану.
Першому класові відповідав чин генерального обозного, другому — генеральних судді і підскарбія, третьому — генеральних писаря, хорунжого, осавула і бунчужного, четвертому — полковника тощо.
На найнижчій сходинці стояли козаки, жолдаки, пушкарі та компанійці. Проте російський імперський уряд не погодився зрівняти українські шляхетські чини з російськими і не надавав вищій козацькій старшині статусу "дворянства". 
Після ліквідації автономії Української Козацької держави і перетворення козацьких полків (адміністративних одиниць Гетьманщини) на губернії (1783) вся козацька старшина була змушена в особистому порядку отримувати чини в імперської влади. У 1784 офіційно було заборонено надавати «малоросійські чини». Саме́ присвоєння чинів і рангів в Російській імперії залежало не від попереднього становища та заслуг особи, а від її лояльності до російської адміністрації та вмінню домовитися з відповідними імперськими чиновниками.
Після надання так званої «Грамоти про вільність дворян» у 1785 козацька старшина, яка документально могла підтвердити своє шляхетство або посідала відповідний ранг у російському "Табелі про ранги", була включена до російського "дворянства". 
До української шляхти традиційно звертались: "Милостивий пане", "Вельможний пане", "Шляхетний пане", "Мосьпане", або просто "Пане". 
```
Українські геральдичні корони (Великого князівства Київського, Королівства Русі, Великого князівства Руського та Речі Посполитої).
```

| Королівська | Великокняжа | Шапка Мономаха |
| Княжа       | Гетьманська | Шляхетська     |